# Amr III ibn Hind
Amr ibn al-Múndhir ibn Imri-l-Qays ibn an-Numan al-Lakhmí —àrab: عمرو بن المنذر بن امرئ القيس بن النعمان اللخمي, ʿAmr b. al-Munḏir b. Imrʾ l-Qays b. an-Nuʿman al-Laẖmī—, més conegut com a Amr (III) ibn Hind —àrab: عمرو بن هند— o com a Mudàrrit al-hijara —àrab: مُضَرِّط الحجارة— fou un rei làkhmida d'Hira, fill d'al-Múndhir (III) ibn Imri-l-Qays, a qui va succeir a la seva mort. La seva mare era Hind, una princesa dels Kinda d'Aràbia central.
Fou un rei cruel. Se sap que va enviar els poetes al-Mutalammmis i Tarafa al seu governador de Bahrayn amb les cartes on decretava la seva execució. Per la seva crueltat va rebre el malnom de Mudàrrit al-hijara (‘el Que fa petar les pedres'); segons la llegenda perquè va agafar cent hanzalites i els va fer cremar en pedres en venjança per la mort d'un germà. Erudits modernes suggereixen que Mudàrrit o Muhàrriq (un altre sobrenom amb què era conegut) era el nom d'un ídol local. El 561 és esmentat en el tractat entre l'Imperi Sassànida i l'Imperi Romà d'Orient, segons una clàusula del qual se li prohibia cap acte d'hostilitat que pogués portar a la guerra a les dues grans potències, però en els següents anys Amr va fer diverses expedicions a la frontera romana d'Orient i el seu germà Qabus ibn al-Múndhir, que era el seu general en cap, també en va fer algunes per la seva part.
Fou assassinat vers 569 o 570, durant un menjar, pel poeta Amr ibn Kulthum, en revenja perquè la mare d'aquest havia estat ofesa per la mare del rei. El va succeir el seu germà Qabus ibn al-Múndhir (vers 569-577)